# Cystomyzon dimerum
Cystomyzon dimerum är en kräftdjursart som beskrevs av Jan Hendrik Stock 1981. Cystomyzon dimerum ingår i släktet Cystomyzon och familjen Asterocheridae. Inga underarter finns listade i Catalogue of Life.